# Vertical Horizon (album)
Vertical Horizon is het laatste studioalbum van de Nederlandse band Casual Silence. Het album is opgenomen in de Wolfsfield geluidsstudio te Someren en de Sandlane studio te Gilze-Rijen. Het album verscheen in de winkels op 4 juli 2011, maar de band had in mei 2011 al aangegeven, dat ze ermee stopten.

## Musici
- Rob Laarhoven – zanger
- Henry Meeuws – toetsenist, gitarist
- Ernst le Cocq d’Armandville – gitaar, zanger
- Eric Smits – bassist, zanger
- Mark van Dijk – gitarist
- Igor Koopmans – slagwerker

## Muziek
| Nr. | Titel              | Duur |
| --- | ------------------ | ---- |
| 1.  | The other side     | 6:23 |
| 2.  | The chance         | 7:18 |
| 3.  | Vertical horizon   | 7:24 |
| 4.  | Now you’re gone    | 5:53 |
| 5.  | My 5th season      | 8:24 |
| 6.  | Changing lanes     | 7:10 |
| 7.  | Stand of tears     | 5:24 |
| 8.  | The curtain falls  | 7:28 |
| 9.  | Dangerous disguise | 8:16 |